# کنداگولامادا
کنداگولامادا (به لاتین: Kendagollamada) یک منطقهٔ مسکونی در سری‌لانکا است که در استان مرکزی (سری‌لانکا) واقع شده‌است.